# Клер, Франсуа
Франсуа́ Клер (фр. François Clerc; род. 18 апреля 1983, Бурк-ан-Брес) — французский футболист, выступавший на позиции защитника. Выступал в сборной Франции.

## Карьера
Профессиональную карьеру начал в 2002 году в лионском «Олимпике», в 2004 году перешёл в «Тулузу», а в 2005 году вернулся в «Олимпик», за который играл в течение пяти лет, а в 2010 году перебрался в «Ниццу».
За национальную сборную Франции играет с 2006 года. Участник чемпионата Европы 2008 года.

## Достижения
- Чемпион Франции (3): 2005/06, 2006/07, 2007/08
- Обладатель Кубка французской лиги (1): 2012/13